# Калибреник
Калибреник је справа за мјерење калибра цијеви оружја и граната.
Чепним калибреником се мјере калибри стрељачког и малокалибарког артиљеријског оружја увлачењем у цијев. Прави се у инкрементима димензија од 0.01 mm.
Сегментним калибреником се одређује калибар експлодираних пројектила противника са прислањањем к. уз фрагменте пројектила. Ако се кривине к. и пројектила слажу, то је калибар пројектила. Раде се за сваки калибар.
За мјерења калибра читавих граната користи се прстенасти калибреник. Ако граната улази у прстен са минималним зазором, то је калибар који се тражи.
Мјерење калибра цијеви великокалибарских артиљеријских оруђа врши се звијездом (звездом) за мјерење цијеви.